# Guaya Fina
Los términos Guaya fina (del inglés slickline) y Guaya eléctrica (del inglés wireline) se refieren a tecnologías de alambre utilizada por operadores de pozos de petróleo y gas para bajar herramientas dentro del pozo con varios fines.
Para el caso de la guaya fina, se utiliza un alambre de metal, comúnmente de entre 0,092 y 0,125 pulgadas de diámetro.
En casos donde se requiera contacto eléctrico con la superficie, se utiliza la guaya eléctrica, que consiste en un cable trenzado que contiene uno o más conductores aislados que proveen comunicación entre la herramienta y la superficie con propósitos de control y/o telemetría.
Las principales aplicaciones de estas tecnologías incluyen intervención (reparación) de pozos, reacondicionamiento y evaluación de yacimientos, operación de herramientas de control de flujo en el pozo, entre otras.